# روبن فيشر
روبن فيشر (24 نوفمبر 1970 بتشستر في المملكة المتحدة - ) (بالإنجليزية: Robin Fisher)‏ هو لاعب كريكت بريطاني. لعب مع Cheshire County Cricket Club ‏.

## وصلات خارجية
- روبن فيشر على موقع إي آس بي آن كريك إنفو (الإنجليزية)